# Bergamo (tỉnh)
Tỉnh Bergamo (tiếng Ý: Provincia di Bergamo) là một tỉnh trong vùng Lombardia của Ý. Tỉnh này có dân số 1.098.740 người (năm 2010), diện tích 2.723 km2, có 244 đô thị (comuni). Tỉnh lỵ là thành phố Bergamo.
Tỉnh này giáp tỉnh Sondrio về phía bắc, tỉnh Brescia về phía đông, tỉnh Cremona về phía nam và các tỉnh Milano và Lecco về hướng tây. phía bắc tỉnh Bergamo là dãy núi Orobia với đỉnh cao nhất 3052 m. Các thung lũng gồm Val Seriana và Brembana. phía nam là các vùng đồng bằng.
Sông chảy qua tỉnh Bergamo có Serio, Brembo và Adda. Ở phía đông là hồ Iseo.
Tại thời điểm ngày 31 tháng 12 năm 2010 Lưu trữ ngày 7 tháng 8 năm 2007 tại Wayback Machine, các đô thị chính xếp theo dân số là:
| Đô thị              | Dân số  |
| ------------------- | ------- |
| Bergamo             | 120.694 |
| Treviglio           | 29.034  |
| Seriate             | 24.297  |
| Dalmine             | 23.266  |
| Romano di Lombardia | 19.049  |
| Albino              | 18.186  |
| Caravaggio          | 16.228  |
| Alzano Lombardo     | 13.757  |
| Stezzano            | 12.867  |
| Osio Sotto          | 11.890  |
| Nembro              | 11.636  |
| Ponte San Pietro    | 11.543  |
| Cologno al Serio    | 10.759  |
| Treviolo            | 10.297  |
| Martinengo          | 10.121  |
| Castelli Calepio    | 10.016  |

Cuối năm 2006, tỉnh này là nơi trú ngụ của 92.000 người nhập cư từ bên ngoài Liên minh châu Âu, khoảng 15.000 người trong số này đến từ Bolivia, đặc biệt là thành phố Cochabamba do mối quan hệ chặt chẽ giữa Giáo phận Công giáo Rôma Bergamo với Tổng giáo phận Cochabamba. [http://www.lostiempos.com/noticias/13-03-07/13_03_07_loc7%5B%5D.